# 15 (szám)
A 15 (tizenöt) (római számmal: XV) a 14 és 16 között található természetes szám.

## A matematikában
A tízes számrendszerbeli 15-ös a kettes számrendszerben 1111, a nyolcas számrendszerben 17, a tizenhatos számrendszerben F alakban írható fel.
A 15 páratlan szám, összetett szám. Kanonikus alakban a 31 · 51 szorzattal, normálalakban az 1,5 · 101 szorzattal írható fel. Négy osztója van a természetes számok halmazán, ezek növekvő sorrendben: 1, 3, 5 és 15.
Diszkrét félprím. Bell-szám. Háromszögszám, hatszögszám, pentatópszám. Középpontos tetraéderszám. 5 dupla faktoriálisa. A szuperszinguláris prímek száma. Repdigit kettes  (1111) és négyes számrendszerben (33). A legkisebb szám, ami a Shor-algoritmussal prímtényezőire bontható. A 15 és a 16 Ruth–Aaron-párt alkotnak a második definíció szerint, amikor az ismétlődő prímtényezőket is számításba veszik.
Két szám, a 16 és a 33 valódiosztó-összegeként áll elő.

## A tudományban
- A periódusos rendszer 15. eleme a foszfor.

## A történelemben
- tizenöt éves háború – a dunai Habsburg-monarchia és az Oszmán Birodalom összecsapása a Magyar Királyság területén (1591/1593-1606)

## 15 tagú csoportok
- Tizenötök – az Európai Unió tagjai az utolsó bővítések előtt

## Az irodalomban
- Jules Verne: A tizenöt éves kapitány
- Meskó Zsolt: A tizenötödik[4]

## A zenében
- Tizenöt magyar parasztdal: Bartók Béla műve zongorára (Sz. 71, BB 79).